# Džon Vesli
Džon Vesli (/ˈwɛsli/; 28. jun 1703 — 2. mart 1791) bio je engleski klerik, teolog i evanđeslista, koji je bio lider pokreta obnove unutar Crkve Engleske poznatog kao metodizam. Društva koja je osnovao postala su dominantan oblik nezavisnog metodističkog pokreta koji traje do danas.
Obrazovan u Čarterhausu i Hristovoj crkvi u Oksfordu, Vesli je izabran za stipendistu Linkoln koledža u Oksfordu 1726. godine i zaređen je za anglikanskog sveštenika dve godine kasnije. On je vodio „Sveti klub”, društvo formirano u svrhu proučavanja i ostvarivanja pobožnog hrišćanskog života; osnovao ga je njegov brat Čarls, a među članovima je bio i Džordž Vajtfild. Nakon neuspešne dve godine službe u Savani u koloniji Džordžija, Vesli se vratio u London i pridružio se verskom društvu koje su vodili moravski hrišćani. Dana 24. maja 1738. doživeo je ono što se naziva jevanđeoskim obraćenjem, kada je osetio da mu je „srce neobično zagrejano”. Potom je napustio Moravce, započevši sopstveno služenje.
Ključni korak u razvoju Veslijeve svešteničke službe bilo je, poput Vajtfilda, putovanje i propovedanje na otvorenom. Nasuprot Vajtefildovom kalvinizmu, Vesli je prihvatio arminijanske doktrine. Putujući po Velikoj Britaniji i Irskoj, on je pomogao da se formiraju i organizuju male hrišćanske grupe koje su razvile intenzivnu i ličnu odgovornost, sledbeništvo i verske instrukcije; što je najvažnije, on je imenovao putujuće propovednike, nezaređene jevanđeliste koji bi se brinuli o tim grupama ljudi. Pod Veslijevom upravom, metodisti su postali lideri u mnogim društvenim temama dana, uključujući zatvorsku reformu i ukidanje ropstva.
Iako nije bio sistematski teolog, Vesli se zalagao za ideju hrišćanske savršenosti i bio je protiv kalvinizma, a naročito bio protiv njihove doktrine predodređenja. On je smatrao da su u ovom životu hrišćani mogli postići stanje u kojem je Božja ljubav „vrhovno vladala u njihovim srcima”, dajući im spoljašnju svetost. Njegov je jevangelizam, čvrsto utemeljen u sakramentalnoj teologiji, tvrdio da su milosna sredstva način na koji Bog posvećuje i pretvara vernika, podstičući ljude da lično dožive Isusa Hrista. Veslijeva učenja, zajednički poznata kao Veslijevska teologija, i dalje su u osnovi doktrina metodističkih crkava.
Tokom svog života, Vesli je ostao unutar uspostavljene Crkve Engleske, insistirajući na tome da se metodistički pokret dobro uklapa u njenu tradiciju. U njegovom ranom služenju, Vesliju je bilo zabranjeno propovedanje u mnogim župnim crkvama, a metodisti su bili progonjeni; kasnije je postao široko poštovan i do kraja života je opisan kao „najvoljeniji čovek u Engleskoj”. Godine 2002, postavljen je 50. mesto u BBC anketi za 100 najvećih Britanaca.

## Detinjstvo i mladost
Džon Vesli je rođen 1703. godine u Epvortu, 23 milja (37 km) severozapadno od Linkolna, kao peto dete Samuela Veslija i njegove supruge Suzane Vesli (devojački Anesli). Samuel Vesli je bio diplomac Oksfordskog univerziteta i pesnik, koji je od 1696. godine bio rektor Epvorta. On je oženio Suzanu, dvadeset peto dete Samuela Aneslija, disidentskog pastora, 1689. godine. Oni su imali devetnaestoro dece, od kojih je devet preživelo dojenačko doba. Ona i Samuel Vesli postali su pripadnici Crkve Engleske u svojoj mladosti.
Kao i u mnogim porodicama u to vreme, Veslijevi roditelji su decu rano obrazovali. Svako dete, uključujući devojčice, naučeno je da čita čim je moglo da hoda i govori. Od njih se očekivalo da tečno poznaju latinski i grčki jezik, i da nauče napamet velike delove Novog zaveta. Suzana Vesli pregledala je svako dete pre podnevnog obroka i nakon večernje molitve. Deci nije bilo dozvoljeno da jedu između obroka i majka ih je pojedinačno preslišavala jedne večeri svake nedelje u svrhu intenzivnog duhovnog poučavanja. Godine 1714, u svojoj jedanaestoj godini, Vesli je poslat u Čarterhaus školu u Londonu (pod rukovodstvom Džona Kinga od 1715. godine), gde je živeo marljiv, metodičan i, neko vreme, religiozni život za koji je pripreman od malih nogu.

## Literatura
- Anon. (2010). Holy Women, Holy Men: Celebrating the Saints. Church Publishing. ISBN 978-0-89869-637-0.
- Bowen, William Abraham (1901). Why Two Episcopal Methodist Churches in the United States?: A Brief History Answering this Question for the Benefit of Epworth Leaguers and Other Young Methodists. Nashville, TN: Publishing House of the M.E. Church.
- Buckley, James Monroe (1898). A History of Methodism in the United States. New York: Harper & Brothers. стр. 88–89. Приступљено 29. 11. 2013.
- Buchanan, Colin (2006). Historical Dictionary of Anglicanism. Oxford: Scarecrow Press. ISBN 978-0-8108-6506-8. Приступљено 4. 6. 2020.
- Bunting, William Braylesford (1940). Chapel-en-le-Frith – Its History and its People (1st изд.). Manchester: Sherratt & Hughes.
- Burge, Janet (1996). Women Preachers in Community: Sarah Ryan, Sarah Crosby, Mary Bosanquet. [Peterborough]: Foundery Press. ISBN 9781858520629.
- Burdon, Adrian (2005). Authority and order: John Wesley and his preachers. Aldershot: Ashgate. ISBN 978-0-7546-5454-4.
- Burnett, Daniel L. (2006). In the Shadow of Aldersgate: An Introduction to the Heritage and Faith of the Wesleyan Tradition. La Vergne: Wipf and Stock.
- Burton, Vicki Tolar (2008). Spiritual Literacy in John Wesley's Methodism: Reading, Writing, and Speaking to Believe. Waco, TX: Baylor University Press. ISBN 9781602580237.
- Campbell, Ted A. (2019). Deeper Christian Faith, Revised Edition: A Re-Sounding. Wipf and Stock. ISBN 978-1-5326-5752-8.
- Carey, Brycchan (2005). British Abolitionism and the Rhetoric of Sensibility: Writing, Sentiment, and Slavery, 1760−1807. Basingstoke, England: Palgrave Macmillan. ISBN 978-1-4039-4626-3.
- Carroll, H. K. (1953). „Wesley, John”. The New Schaff-Herzog Encyclopedia of Religious Knowledge. 12. Grand Rapids: Baker.
- Cheetham, J. Keith (2003). On the Trail of John Wesley. Edinburgh: Luath Press. ISBN 978-1-8428-2023-0.
- Chilcote, Paul Wesley (1993). She Offered Them Christ: The Legacy of Women Preachers in Early Methodism. Eugene, OR: Wipf and Stock. ISBN 1579106684.
- Chilcote, Paul Wesley (1991). John Wesley and the Women Preachers of Early Methodism. Metuchen, N.J.: Scarecrow Press. стр. 121–122. ISBN 0810824140.
- Coe, Bufford W. (1996). John Wesley and Marriage. Bethlehem: Lehigh University Press. ISBN 0934223394.
- Collins, Kenneth J (2003). John Wesley A Theological Journey. Nashville Tennessee: Abingdon Press.
- Cooke, R. J. (1896). The historic episcopate: a study of Anglican claims and Methodist orders. New York: Eaton & Mains.
- Cracknell, Kenneth; White, Susan J. (2005). An Introduction to World Methodism. Cambridge: Cambridge University Press. ISBN 978-0-521-81849-0.
- Craik, Henry (1916). „John Wesley (1703–1791). A Man of One Book”. English prose selections. 9. London: Macmillan.
- Crain, Mary B. (2009). Haunted Christmas: Yuletide Ghosts and Other Spooky Holiday Happenings. Guilford, CT.: Globe Pequot. ISBN 978-0-7627-5275-1.
- Dayton, Donald W. (1987). Theological Roots of Pentecostalism. Peabody, MA: Hendrickson Pub. ISBN 0-8010-4604-1. Приступљено 11. 6. 2015.
- Dreyer, Frederick A. (1999). The Genesis of Methodism. Bethlehem, N.J.: Lehigh University Press.
- Eason, Andrew Mark (2003). Women in God's Army: Gender and Equality in the Early Salvation Army. Waterloo, Ont.: Wilfrid Laurier University Press. ISBN 9780889208216.
- Gunter, W. Stephen (2011). An Annotated Content Index. The Arminian Magazine, Vols. 1–20 (1778–1797) (PDF). Duke Divinity School. Архивирано (PDF) из оригинала 2022-10-09. г.
- Hammond, Geordan (2014). John Wesley in America: Restoring Primitive Christianity. Oxford: Oxford University Press.
- Heath, Elaine A. (2010). Naked Faith: The Mystical Theology of Phoebe Palmer. Cambridge: James Clarke & Co. ISBN 978-0227903315.
- Heitzenrater, Richard P. (1972). John Wesley and the Oxford Methodists, 1725-1735 (Теза). [Durham, North Carolina]: Duke University. OCLC 21054141. H473J.
- Hindle, Gordon Bradley (1975). Provision for the Relief of the Poor in Manchester, 1754–1826. Manchester: Manchester University Press for the Chetham Society.
- Holden, H. W. (1870). John Wesley in John Wesley in Company with High Churchmen. London: Church Press Co.
- Hurst, J. F. (1903). John Wesley the Methodist: A Plain Account of His Life and Work. New York: Methodist Book Concern.
- Jensen, Carolyn Passig (2013). The Spiritual Rhetoric of Early Methodist Women: Susanna Wesley, Sarah Crosby, Mary Bosanquet Fletcher, and Hester Rogers (Теза). [Norman, Oklahoma]: University of Oklahoma.
- Johnstone, Lucy (2000). Users and Abusers of Psychiatry: A Critical Look at Psychiatric Practice. London: Routledge. стр. 152. ISBN 0-415-21155-7.
- Jones, Charles Edwin, ур. (2002) [1867]. True Method of Promoting Perfect Love: From Debates in the New-York Preachers' Meeting of the Methodist-Episcopal Church, on the Question, What are the Best Methods of Promoting the Experience of Perfect Love?. Foster & Palmer.
- Knight, Henry H. (28. 2. 2018). John Wesley: Optimist of Grace. Eugene, Oregon: Wipf and Stock. ISBN 978-1532646393.
- Law, William (2009). A Serious Call to a Devout and Holy Life. Peabody, MA: Hendrickson Publishers.
- Lawrence, Anna M. (2011). One Family Under God: Love, Belonging, and Authority in Early Transatlantic Methodism. Philadelphia: University of Pennsylvania Press. ISBN 978-0812204179.
- Lee, Jesse (1810). A Short History of the Methodists in the United States of America. Baltimore: Magill and Clime.
- Lloyd, Jennifer M. (2009). Women and the Shaping of British Methodism: Persistent Preachers, 1807–1907. Oxford: Manchester University Press. ISBN 978-1-84779-323-2.
- Loyer, Kenneth (2014). God's Love Through the Spirit. The Catholic University of America Press. ISBN 978-0-8132-2599-9.
- McDonald, Calvin (2012). From the Coffin to the Cross: A Much Needed Awakening. Bloomington Drive: WestBow Press. ISBN 978-1-4497-7791-3.
- Morgan, Kenneth (1990). John Wesley and Bristol (Bristol Historical Association pamphlets, no. 75), 30 pp.
- Oden, Thomas C. (2013). Pastoral Theology. John Wesley's Teachings. 3. Grand Rapids, MI: Zondervan. ISBN 978-0310587095.
- Patterson, Ronald (1984). The Book of Discipline of the United Methodist Church, 1984. Nashville, TN: United Methodist Publ. House.
- Preece, Rod (2008). Sins of the Flesh: A History of Ethical Vegetarian Thought. University of British Columbia Press. ISBN 978-0-7748-5849-6.
- Ryan, Linda A. (2017). „Kingswood”. John Wesley and the Education of Children: Gender, Class and Piety. Taylor & Francis. ISBN 978-1-3516-0729-2.
- Southey, Robert (1820). „Wesley in Middle Age”. The Life of Wesley: And the Rise and Progress of Methodism. Evert Duyckinck and George Long; Clayton & Kingsland.
- Stoughton, John (1878). Religion in England Under Queen Anne and the Georges, 1702–1800. 1. Hodder and Stoughton.
- Stevens, Abel (1858). The History of the Religious Movement of the Eighteenth Century, called Methodism. 1. London: Carlton & Porter.
- Stanglin, Keith D.; McCall, Thomas H. (2012). Jacob Arminius: Theologian of Grace. Oxford University Press. ISBN 9780199755677.
- Thorsen, Don (2005). The Wesleyan Quadrilateral: Scripture, Tradition, Reason, & Experience as a Model of Evangelical Theology. Lexington, Ky: Emeth Press.
- Thwaites, Penelope (2000). Ride! Ride!. Surrey, England: Somm Recordings. OCLC 844535136.
- Tomkins, Stephen (2003). John Wesley: A Biography. Oxford: Lion Books. ISBN 978-0-7459-5078-5.
- The Methodist Church (2020). The Constitutional Practice and Discipline of the Methodist Church. 2. London: Methodist Publishing. ISBN 978-1-85852-389-7.
- Tooley, Mark (1870). Minutes of Proceedings of the Royal Artillery Institution. 6. Woolwich: Royal artillery institution.
- Tucker, Robert Leonard (2008). The Separation of the Methodists from the Church of England. Eugene, Oregon: Wipf and Stock Publishers. ISBN 978-1725224049.
- Tucker, Ruth A.; Liefeld, Walter L. (2010). Daughters of the Church: Women and Ministry from New Testament Times to the Present. Grand Rapids, MI: Zondervan. ISBN 9780310877462.
- Tyerman, Luke (1876) [1870]. The Life and Times of the Rev. John Wesley, M. A., Founder of the Methodists. Hodder and Stoughton.
- Wallace, Charles Jr (1997). Susanna Wesley : the complete writings. New York: Oxford University Press.
- Waltz, Alan K. (1991). „Aldersgate”. A dictionary for United Methodists. Nashville: Abingdon Press.
- Watson, Philip S. (1990). Anatomy of a Conversion: The Message and Mission of John & Charles Wesley. Grand Rapids, Mich.: Francis Asbury Press (now Zondervan). ISBN 0-310-74991-3.
- Wells, J. C. (2008). Longman Pronunciation Dictionary (3rd изд.). Harlow, UK: Pearson.
- Wesley, John (1744). Primitive Physic, Or, An Easy and Natural Method of Curing Most Diseases. London.
- Wesley, John (1759). The Desideratum: Or Electricity Made Plain and Useful by a Lover of Mankind and of Common Sense. London. Online link is to the 1871 edition.
- Wesley, John (1766). A Plain Account of Christian Perfection : As Believed and Taught by the Rev. Mr. John Wesley from the Year 1725 to the Year 1765 (2 изд.). Bristol. ISBN 9780665404085. Online link is to the 1860 edition.
- Wesley, John (1779). A Collection of Hymns for the Use of the People called Methodists. London: Wesleyan Conference Office.
- Wesley, John (1931) [1721–1791]. The Letters of John Wesley. London: Epworth Press.
- Wesley, John (1774). Thoughts Upon Slavery. Re-printed in Philadelphia, with notes, and sold by Joseph Crukshank.
- Wesley, John; Jackson, Thomas (1979). The Works of John Wesley (1872). 1. Kansas City, Mo: Beacon Hill's. Архивирано из оригинала 04. 02. 2024. г. Приступљено 06. 03. 2024.
- Wesley, John (1915).  Augustine Birrell, ур. Letters of John Wesley. New York: Hodder and Stoughton.
- Wesley, John; Whaling, Frank (1981). John and Charles Wesley: Selected Prayers, Hymns, Journal Notes, Sermons, Letters and Treatises. New Jersey: Paulist Press. ISBN 0809123681.
- Wesley, John; Benson, Joseph (1827). The Works of the Rev. John Wesley: in ten volumes. New York: J. & J. Harper.
- Wesley, John (2000a) [1738]. Wesley's Journal. Grand Rapids, MI: Christian Classics Ethereal Library.
- Wesley, John (1831). „Wesley's Rules for Band-Societies”.  Ур.: Emory, John. The Works of the Reverend John Wesley, A. M. 5. New York: B. Waugh and T. Mason.
- Wesley, John (1984).  Outler, Albert C., ур. The Works of John Wesley. 1. Nashville, TN: Abingdon Press.
- Wesley, John (1835).  Emory, John, ур. The Works of the Reverend John Wesley, A. M. 4. New York: B. Waugh and T. Mason.
- Wesley, Charles (2000b).  John R. Tyson, ур. Charles Wesley: A Reader. New York: Oxford University Press. ISBN 978-0-19-802102-5.
- Wesleyan Methodist Magazine (1836). Wesleyan-Methodist Magazine: Being a Continuation of the Arminian or Methodist Magazine First Publ. by John Wesley. London.
- Wiersbe, Warren W (1984). The Wycliffe handbook of preaching and preachers. Chicago: Moody Press. ISBN 978-0-8024-0328-5.
- Young, Francis (2015). Inferior Office: A History of Deacons in the Church of England. ISD LLC. ISBN 978-0-227-90372-8. Приступљено 4. 6. 2020.
- Yrigoyen, Charles (1996). „Wesley John, "Thoughts Upon Slavery"”. John Wesley: Holiness of Heart and Life. New York: Mission Education and Cultivation Program Dept. for the Women's Division, General Board of Global Ministries, United Methodist Church.
- Abelove, Henry (1997). „John Wesley's Plagiarism of Samuel Johnson and Its Contemporary Reception”. The Huntington Library Quarterly. 59 (1): 73—80. JSTOR 3817906. doi:10.2307/3817906.
- Anderson, Lesley G. (2001). „John Wesley and His Challenge to Alcoholism” (PDF). Wesley Heritage Foundation. Архивирано из оригинала (PDF) 27. 3. 2009. г. Приступљено 22. 5. 2016.
- Anon (1941). „Richard Allen”. Negro History Bulletin. Association for the Study of African American Life and History. 5 (3): 62. JSTOR 44246641.
- Bates, E. Ralph (1983). „Wesley's Property Deed for Bath” (PDF). Proceedings of the Wesley Historical Society. Wesley Historical Society. 44 (2): 25—35. Архивирано (PDF) из оригинала 2022-10-09. г.
- BBC (12. 7. 2011). „Methodist Church”. BBC. Приступљено 13. 12. 2015.
- BBC Humberside (25. 1. 2008). „John Wesley at Epworth”. BBC. BBC Humberside. Приступљено 16. 1. 2016.
- BBC News (22. 8. 2002). „BBC reveals 100 great British heroes”. BBC News. Приступљено 9. 12. 2019.
- Brownlow, George Washington (1859). „John Wesley Preaching from His Father's Tomb at Epworth”. Art UK. Приступљено 20. 9. 2016.
- Busenitz, Nathan (2013). „John Wesley's Failed Marriage”. the Cripplegate. Приступљено 7. 7. 2014.
- Carey, Brycchan (2003). „John Wesley's Thoughts Upon Slavery and the Language of the Heart” (PDF). Bulletin of the John Rylands University Library of Manchester. 85 (2–3): 269—284. doi:10.7227/BJRL.85.2-3.17. Архивирано (PDF) из оригинала 2022-10-09. г.
- Curtis, Jonathan Paul (фебруар 2016). Methodism and Abstinence: a History of The Methodist Church and Teetotalism (PDF) (Теза). University of Exeter. стр. 166—177. Архивирано из оригинала (PDF) 8. 2. 2021. г. Приступљено 3. 2. 2021.
- Dose, Kai (2015). „A Note on John Wesley's Visit to Herrnhut in 1738”. Wesley and Methodist Studies. 7 (1): 117—120. JSTOR 10.5325/weslmethstud.7.1.0117. doi:10.5325/weslmethstud.7.1.0117.
- English, John C. (1994). „'Dear Sister': John Wesley and the Women of Early Methodism”. Methodist History. 33 (1): 32.
- Evans, Richard W. (јун 1961). „The Relations of George Whitefield and Howell Harris, Fathers of Calvinistic Methodism”. Church History. 30 (2): 179—190. JSTOR 3161971. S2CID 162732958. doi:10.2307/3161971.
- Fay, Roger (2017). „John Wesley and Music”. Evangelical Times. Section § Oratorios. Приступљено 3. 2. 2021.
- Field, David N. (мај 2015). „John Wesley As A Public Theologian: The Case Of Thoughts Upon Slavery”. Scriptura. University of South Africa. 114. doi:10.7833/114-0-1136 .
- Graves, Dan (2007). „1st Methodist Conference Convened in London”. Christianity.com. Приступљено 9. 12. 2019.
- Green, Roger J. (2019). „1738 John & Charles Wesley Experience Conversions”. Christianity Today. Приступљено 9. 12. 2019.
- Gunter, William Stephen (2007). „John Wesley, a Faithful Representative of Jacobus Arminius” (PDF). Wesleyan Theological Journal (на језику: енглески). 42 (2): 65—82. Архивирано (PDF) из оригинала 2022-10-09. г.
- Historic England. „Tomb of John Wesley in The Burial Ground of Wesley's Chapel”. Приступљено 3. 2. 2021. „List Entry Number: 1207627”
- Hodges, Sam (2014). „Re-evaluating John Wesley's time in Georgia”. United Methodist Church News.
- Hyatt, Vicki (16. 6. 2021). „Benefactors discuss significance of World Methodist Council building”. The Mountaineer. Приступљено 18. 6. 2021.
- IMDb (2019). „Wesley (2009)”. The Internet Movie Database. Приступљено 13. 12. 2019.
- Iovino, Joe (2016). „The method of early Methodism: The Oxford Holy Club”. United Methodist Church. Приступљено 9. 12. 2019.
- Johnson, Paul (2002). „Was there madness in his Methodism?”. Telegraph. Архивирано из оригинала 11. 1. 2022. г. Приступљено 9. 12. 2019.
- Kiefer, James (2019). „John & Charles Wesley: Renewers of the Church (3 March 1791)”. The Lectionary. Приступљено 9. 12. 2019.
- Knight, John A. (1978). „John Fletcher's Influence on the Development of Wesleyan Theology in America” (PDF). Wesleyan Theological Journal (на језику: енглески). 13: 13—33. Архивирано (PDF) из оригинала 2022-10-09. г.
- LAMC (2019). „A brief history and the structure of Methodism”. Launceston Area Methodist Churches. Архивирано из оригинала 14. 12. 2019. г. Приступљено 10. 12. 2019.
- Lane, Mark H. (2015). „John Wesley Receives the Holy Spirit at Aldersgate” (PDF). Bible Numbers for Life. Архивирано (PDF) из оригинала 2015-12-22. г. Приступљено 13. 12. 2015.
- Manchester City Council (2019). „Stevenson Square Conservation Area: History”. Manchester City Council. Приступљено 17. 1. 2018.
- Martin, Gary (2019). „Agree to disagree”. The Phrase Finder. Приступљено 13. 12. 2019.
- McCormick, K. Steve (1991). „Theosis in Chrysostom and Wesley: An Eastern Paradigm of Faith and Love” (PDF). Wesleyan Theological Journal. Wesley Center for Applied Theology. 26: 38—103. Архивирано (PDF) из оригинала 2022-10-09. г.
- Mellor, G. Howard (2003). „The Wesleyan Quadrilateral”. Methodist Evangelicals Together. Приступљено 26. 12. 2016.
- Miller, Andrew (2012). „John Wesley's "Grand Depositum" and Nine Essentials from Primitive Methodism”. Seedbed.
- NYPL Digital Collections. „John Wesley preaching to the Indians”. The Miriam and Ira D. Wallach Division of Art, Prints and Photographs: Print Collection, The New York Public Library. Приступљено 3. 2. 2021.
- Oakes, Edward T. (2004). „John Wesley: A Biography”. First Things. Приступљено 13. 12. 2019.
- Parkes, William (1997). „Watchnight, Covenant Service, and the Love-Feast in Early British Methodism”. Wesleyan Theological Journal. 32. 2: 35—58.
- Parkinson, F.M. (1898). „Class Tickets” (PDF). Proceedings of the Wesley Historical Society. Wesley Historical Society. 1 (5): 129—137. Архивирано (PDF) из оригинала 2022-10-09. г.
- Ratcliffe, Richard (2019). „The Family of John and Charles Wesley”. My Wesleyan Methodists. Приступљено 9. 12. 2019.
- Ross, Kathy W.; Stacey, Rosemary (1998). „John Wesley and Savannah”. Savannah Images Project. Архивирано из оригинала 19. 1. 2000. г. Приступљено 18. 9. 2007.
- Smith, James-Michael (2010). „Wesley's Doctrine of Christian Perfection” (PDF). Smith. Архивирано (PDF) из оригинала 2022-10-09. г. Приступљено 20. 9. 2016.
- Spiak, Jody (2011). „The Itinerant System: The Method(ists) Behind the Madness”. UMC of Milton-Marlboro. Приступљено 9. 12. 2019.
- The Asbury Triptych (2019). „John Wesley's Foundry Church”. The Asbury Triptych. Приступљено 9. 12. 2019.
- The Guide to Musical Theatre (2014). „Ride! Ride!”. The Guide to Musical Theatre. Приступљено 13. 12. 2019.
- The Methodist Church (2019). „History: Social Justice”. Methodist Church in Britain. Архивирано из оригинала 05. 10. 2016. г. Приступљено 13. 12. 2019.
- The Methodist Church (2011). „The Holy Club”. The Methodist Church in Britain. Архивирано из оригинала 05. 12. 2023. г. Приступљено 13. 12. 2019.
- The New Room (2017). „New Room Archives”. The New Room Bristol, John Wesley's Chapel. Архивирано из оригинала 20. 7. 2018. г. Приступљено 20. 7. 2018.
- Tooley, Mark (2014). „John Wesley and Religious Freedom”. First Things. Архивирано из оригинала 02. 06. 2023. г. Приступљено 13. 12. 2015.
- Tucker, Karen B. Westerfield (јул 1996). „John Wesley's Prayer Book Revision: The Text in Context” (PDF). Methodist History. General Commission on Archives and History, United Methodist Church. 34 (4): 230—247. Архивирано из оригинала (PDF) 4. 9. 2015. г. Приступљено 14. 10. 2014.
- UMC of Indiana (2019). „The Christmas Gift: A New Church”. The United Methodist Church of Indiana. Архивирано из оригинала 11. 12. 2019. г. Приступљено 11. 12. 2019.
- Williams, Robert J. (2012). „Marking John Wesley's birthday in his words”. UM News. Приступљено 13. 12. 2019.
- Wesley, Cindy (2015). „What have the sermons of John Wesley ever done for us? John Wesley's sermons and Methodist doctrine” (PDF). Holiness. Cambridge: Wesley House. 1 (1): 131—140. ISSN 2058-5969. Архивирано (PDF) из оригинала 2022-10-09. г.
- Wesley's Chapel (2017). „History”. Wesleysheritage.org.uk. Wesley's Chapel and Leysian Mission. Приступљено 4. 2. 2021.
- Yoon, Young Hwi (2012). „The Spread of Antislavery Sentiment through Proslavery Tracts in the Transatlantic Evangelical Community, 1740s–1770s”. Church History. 81 (2): 355. S2CID 154362919. doi:10.1017/S0009640712000637.
- Abraham, William J., Wesley for Armchair Theologians, 2005
- Benge, Janet and Geoff. John Wesley: The World His Parish. ISBN 978-1-57658-382-1. Seattle, WA.: YWAM Publishing, 2011, cop. 2007. 190 p. [мртва веза]
- Blackman, Francis 'Woodie', John Wesley 300: Pioneers, Preachers and Practitioners. 2003. ISBN 976-8080-61-2..
- Borgen, Ole E. John Wesley on the Sacraments: a Theological Study. ISBN 0-310-75191-8.. Grand Rapids, Mich.: Francis Asbury Press, 1985, cop. 1972. 307 p.
- Burge, Janet (1996). Women Preachers in Community: Sarah Ryan, Sarah Crosby, Mary Bosanquet. Foundery Press. ISBN 9781858520629.
- Burton, Vicki Tolar (2008). Spiritual Literacy in John Wesley's Methodism: Reading, Writing, and Speaking to Believe. Baylor University Press. ISBN 9781602580237.
- Chilcote, Paul Wesley (1991). John Wesley and the Women Preachers of Early Methodism. Metuchen, N.J.: Scarecrow Press. ISBN 0810824140.
- Sarah Crosby
- Collins, Kenneth J., Wesley on Salvation: A Study in the Standard Sermons, 1989
- Collins, Kenneth J., The Scripture Way of Salvation: The Heart of John Wesley's Theology, 1997
- Collins, Kenneth J., The Theology of John Wesley: Holy Love and the Shape of Grace, 2007
- Eason, Andrew (2003). Women in God's Army: Gender and Equality in the Early Salvation Army. Waterloo, Ont.: Wilfrid Laurier University Press. ISBN 9780889208216.
- English, John C. (oktobar 1994). „'Dear Sister': John Wesley and the Women of Early Methodism”. Methodist History. 33 (1): 26—33.
- Hammond, Geordan (2014). John Wesley in America: Restoring Primitive Christianity. ISBN 978-0-19-870160-6.
- Harper, Steve (1983). The Way to Heaven: The Gospel According to John Wesley., 2003.
- Jennings, Daniel R., The Supernatural Occurrences of John Wesley, 2005.
- Jensen, Carolyn Passig (2013). The Spiritual Rhetoric of Early Methodist Women: Susanna Wesley, Sarah Crosby, Mary Bosanquet Fletcher, and Hester Rogers (Теза).
- Lindström, Harald, Wesley and Sanctification: A Study in the Doctrine of Salvation, 1946, 1980
- Lloyd, Jennifer (2009). Women and the Shaping of British Methodism: Persistent Preachers, 1807-1907. Manchester University Press. ISBN 978-1-84779-323-2. JSTOR j.ctt155j83t.
- Maddox, Randy L. and Vickers, Jason E. (Ed.), The Cambridge Companion to John Wesley, 2010
- Oden, Thomas, John Wesley's Scriptural Christianity: A Plain Exposition of His Teaching on Christian Doctrine, 1994
- Synan, Vinson (1997). The Holiness-Pentecostal Tradition: Charismatic Movements in the Twentieth Century.
- Tucker, Ruth A. (2010). Daughters of the Church: Women and Ministry from New Testament Times to the Present. Grand Rapids, Mich.: Zondervan. ISBN 9780310877462.
- Vickers, Jason E., Wesley: A Guide for the Perplexed, 2009.
- Collins, Kenneth J. ed. A Wesley Bibliography (5th ed, First Fruits Press, 2016). online; 301pp of titles of sources, editions, books, articles, dissertations, etc.

## Spoljašnje veze
- John Wesley на сајту Пројекат Гутенберг (језик: енглески)
- Džon Vesli на сајту Internet Archive (језик: енглески)
- Džon Vesli на сајту LibriVox (језик: енглески)
- „Wesley Center Online”. Wesley Center for Applied Theology. Northwest Nazarene University. Архивирано из оригинала 11. 01. 2008. г. Приступљено 09. 11. 2019.